# Torneo Supercup 1987
Il Torneo Supercup 1987 si è svolto nel 1987, nella città di Dortmund.

## Squadre partecipanti
1. All Stars USA
2. Cina
3. Germania
4. Grecia
5. Provindence College
6. Jugoslavia

## Classifica
| Pos. | Team               |
| ---- | ------------------ |
| 1    | Jugoslavia         |
| 2    | All Stars USA      |
| 3    | Grecia             |
| 4    | Providence College |
| 5    | Germania           |
| 6    | Cina               |